# Ferdinand Oertel
Ferdinand Oertel (* 24. Oktober 1927 in Wiesdorf; † 27. August 2024 in Aachen) war ein deutscher Journalist und Publizist.

## Leben und Wirken
Oertel besuchte das Städtische Hölderlin-Gymnasium in Köln-Mülheim und wurde dort als Oberstufenschüler in den letzten Monaten des Zweiten Weltkrieges zum Einsatzdienst als Flakhelfer in die Wehrmacht einberufen und kam dabei für kurze Zeit in britische Gefangenschaft. Nach dem Krieg und dem erfolgreichen Abitur studierte er Anglistik, Germanistik und Kunstgeschichte an der Universität zu Köln sowie anschließend Amerikanistik und Journalistik an der zur Association of Jesuit Colleges and Universities gehörenden Saint Louis University in St. Louis/Missouri/USA. Wieder zurück in Köln promovierte Oertel 1953 zum Dr. phil. mit einer Arbeit über die Europaerfahrung von Thomas Wolfe.
Bereits als Student entdeckte Oertel seine Leidenschaft für die katholische Publizistik und so erschien 1948 im Heider Verlag seine erste Schrift mit dem Titel: „Wir bauen am Dom; Werkheft zum Domjubiläum für die Mannesjugend im Erzbistum Köln“. Noch vor der Promotion absolvierte er ein Volontariat bei der Kirchenzeitung für das Erzbistum Köln und ein Praktikum bei der Kölnischen Rundschau. Er blieb jedoch weiterhin als Journalist für die Kölner Kirchenzeitung tätig und wurde 1956 mit der Leitung der Pressestelle des 77. Deutschen Katholikentags in Köln betraut. Ein Jahr später wechselte er als Redakteur in das Kulturressort der Katholischen Nachrichten-Agentur in Bonn, wo er 1960 zum „Chef vom Dienst“ befördert wurde. Von 1961 bis 1973 erhielt Oertel eine Anstellung als Chefredakteur bei der Wochenzeitschrift „Die christliche Familie“ mit Sitz in Essen, danach übernahm er die gleiche Position bis 1980 bei der Kirchenzeitung für das Bistum Aachen und bis zu seinem Ruhestand im Jahr 1992 bei der Familienzeitschrift „Leben und Erziehen“ mit Sitz in Aachen. Danach war Oertel als Autor, Kolumnist und Analyst weiterhin für diverse Medien freiberuflich tätig.
Oertel war verheiratet sowie Vater von drei Kindern und Großvater von sieben Enkelkindern. Er fand seine letzte Ruhestätte auf dem Friedhof von Aachen-Brand.

## Mitgliedschaften und Ehrenämter
Neben seinen beruflichen Verpflichtungen war Oertel in mehreren Organisationen tätig und übernahm verschiedene Ehrenämter. Bereits von 1970 bis 1979 übernahm er als Vorsitzender die Leitung der Arbeitsgemeinschaft Katholische Presse. Zwischenzeitlich gehörte er 1974 zu den Mitbegründern und war bis 1980 Präsident der Internationalen Föderation der katholischen Presse (FIPE) im Dachverband der Katholischen Weltunion der Presse (Union Catholique Internationale de la Presse – UCIP), einer Vorläuferorganisation der Internationalen Christlichen Organisation der Medien.
Darüber hinaus wirkte Oertel mehrere Jahre als Berater der Publizistischen Kommission der Deutschen Bischofskonferenz, der Gemeinsamen Synode der Bistümer in der Bundesrepublik Deutschland und der Publizistischen Kommission des Zentralkomitees der deutschen Katholiken. Höhepunkt seiner Beratertätigkeit war 1995 die Berufung in die Spezialgruppe „Gewalt in den Medien“ bei der Ständigen Mission des Heiligen Stuhls beim Europarat in Straßburg.
Auch Jahrzehnte nach seinem Studium in Amerika pflegte Oertel regelmäßige und enge Kontakte zur katholischen US-Presse (Catholic Press Association, CPA). Diese ehrte ihn 1992 als ersten Nichtamerikaner mit einem „Award of Appreciation“ für zwanzigjährige Verdienste um die internationale Zusammenarbeit. Zuletzt konnte Oertel Anfang der 2000er-Jahre seine Kenntnisse über Land, Leute, Kirche und Medien in Amerika bei der Übersetzung des vierten Bandes von Erwin Gatz‘ „Die britischen Inseln und Nordamerika“ aus der Buchreihe „Kirche und Katholizismus seit 1945“ mit einbringen. Auch in seinem letzten Buch „Kennedys katholische Erben – der American Way der Kirche in den USA vom Konzil bis zu Franziskus“ aus dem Jahr 2014 beschäftigte sich Oertel mit den nationalen Strukturen und Ereignissen sowie der Entwicklung der katholischen Kirche in Amerika und vor allem mit deren Haltung zur amerikanischen Abtreibungsgesetzgebung oder zur Frauenfrage.

## Ehrungen
- 1979: Ritter des Gregoriusordens für seine Verdienste um die katholische Publizistik
- 1984: Bundesverdienstkreuz am Bande
- 1990: Ehrenmitgliedschaft der Union Catholique Internationale de la Presse (UCIP)
- 1992: Award of Appreciation der Catholic Press Organisation (CPA)

## Schriften (Auswahl)
- Eine Tochter namens Regina : Allen Eltern zu Nutz und Frommen vorgestellt. Fredebeul & Koenen, Essen 1964
- Weit war der Weg zurück : Ein Fluchtbericht, Nach Aufzeichnungen von Theodor Hendricks, Meister Verlag, Rosenheim 1965
- Dabeisein ist alles : Heitere Geschichten vom süssen Leben, Echter Verlag, Würzburg 1967
- Erstes Echo auf humanae vitae : Dokumentation wichtiger Stellungnahmen zur umstrittenen Enzyklika über die Geburtenkontrolle, Fredebeul & Koenen, Essen 1968
- Aufstand der Laien, Bericht zum Katholikentag 1968 in Essen, in: Konrad-Adenauer-Stiftung (Hrsg.): Die Politische Meinung, Nr. 378, Mai 2001, S. 39–44 (PDF)
- Lieben vor der Ehe? : Beiträge zur Diskussion über voreheliche Geschlechtsbeziehungen, Fredebeul & Koenen, Essen 1969
- Miss-Erfolge : Vergnügliche Erziehungsversuche, Echter Verlag, Würzburg 1969
- Pfarrgemeinderat ernstgenommen : Erfahrungen und Konsequenzen, Lahn Verlag Limburg 1970
- Dialogforum Kirchenpresse : Neuorientierung in Kirche und Gemeinde. Lahn Verlag Limburg 1970, ISBN 978-3-7840-0530-0
- Herr im Haus sind unsere Kinder : Erziehung ist Glücks-Sache, Lahn Verlag Limburg 1975, ISBN 978-3-7840-6012-5
- Kleiner Mann wächst heran : Erlebnisse und Unterhaltungen mit unserem Jüngsten, Herder Verlag, Freiburg im Breisgau 1980, ISBN 978-3-451-07792-0
- Ach, du liebe Familie : Stossseufzer eines geplagten Vaters, Bernward Verlag, Hildesheim 1983, ISBN 978-3-87065251-7
- 50 ist doch kein Alter : heitere Geschichten aus der Lebensmitte, Bernward Verlag, Hildesheim 1988, ISBN 978-3-87065-474-0
- Ist Jesus auch mal krank gewesen? : Wenn Kinder nach dem Glauben fragen, Styria Verlag, Graz 1995, ISBN 978-3-222-12305-4
- Nicht von gestern : heitere Geschichten aus der Lebensmitte, Don-Bosco-Verlag, München 1997, ISBN 978-3-7698-1003-5
- Der Kirchenzeitungsmann : Erinnerungen aus fünfzig Journalistenjahren, Lit-Verlag, Berlin 2009, ISBN 978-3-643-10413-7[2]
- Kennedys katholische Erben : der American Way der Kirche in den USA vom Konzil bis zu Franziskus: Sonderweg oder Modell für die Weltkirche?, Einhard Verlag, Aachen 2014, ISBN 978-3-943748-25-3